# CS Dante Botoșani
Club Sportiv Dante Botoșani, cunoscut sub numele de Dante Botoșani, sau pe scurt Dante, a fost un club de fotbal din Botoșani, România . Clubul a fost fondat în 2002 și a jucat doar în ligi de amatori până în 2020, atunci când a promovat în Liga a III-a.

## Istoric
Dante Botoșani a fost înființat în 2002 și a jucat doar în ligile de amatori până în 2020, când a promovat în Liga a III-a, după ce a câștigat Liga a IV-a Botoșani și grupa de baraj pentru promovare cu Sporting Vaslui și Viitorul Curița. În primul sezon petrecut în cel de-al treilea nivel al eșalonului de fotbal românesc, Dante s-a clasat pe locul 6 din 10.
Dante este deținut de Victor Mihalachi, un om de afaceri care a deținut și FCM Dorohoi, între 2010 și 2015. Echipa este considerată al doilea cel mai important club din județul Botoșani, după echipa de top FC Botoșani.

## Stadion
Cel de-al doilea club al județului Botoșani și-a disputat meciurile de acasă pe Stadionul Municipal din Dorohoi, cu o capacitate de 2.000 de locuri. Unele dintre meciurile lor de acasă se joacă pe Baza Sportivă Bucecea, cu sediul în Bucecea, județul Botoșani, un teren de fotbal deschis în 2022, cu o capacitate de 500 de locuri și un gazon artificial.

## Palmares
Liga a III-a
- Câștigători (1): 2021–22

Liga a IV-a – Județul Botoșani
- Câștigători (1): 2019–20
- Vicecampioni (1): 2012–13

Liga a V-a – Județul Botoșani
- Câștigători (1): 2018–19
- Vicecampioni (1): 2011–12

## Sezoane
| Sezon   | Eșalon | Divizie                | Loc      | Note      | Cupa României |
| ------- | ------ | ---------------------- | -------- | --------- | ------------- |
| 2021–22 | 3      | Liga a III-a (Seria I) | 1 (C)    |           |               |
| 2020–21 | 3      | Liga a III-a (Seria I) | 6        |           |               |
| 2019–20 | 4      | Liga a IV-a (BT)       | 1 (C, P) | Promovată |               |
| 2018–19 | 5      | Liga a V-a (BT)        | 1 (C, P) | Promovată |               |

| Sezon   | Eșalon | Divizie          | Loc    | Note         | Cupa României |
| ------- | ------ | ---------------- | ------ | ------------ | ------------- |
| 2017–18 | U15    | Juniori (BT)     | 2      |              |               |
| 2016–17 | U17    | Juniori (BT)     | 1 (C)  | Campioană    |               |
| 2015–16 | U17    | Juniori (BT)     | 5      |              |               |
| 2014–15 | 4      | Liga a IV-a (BT) | 15 (R) | Retrogradată |               |